# Ludwik Miłkowski-Baumbach
Ludwik Miłkowski vel Ludwik Baumbach-Miłkowski (ur. 26 stycznia 1877 w Żółkwi, zm. 20 grudnia 1941 w Artiomowsku) – pułkownik lekarz Wojska Polskiego.

## Życiorys
Ludwik Miłkowski urodził się 26 stycznia 1877. Odbył studia medycyny na Uniwersytecie Wiedeńskim, gdzie 30 czerwca 1900 uzyskał dyplom doktora medycyny.
1 września 1901 został mianowany na stopień starszego lekarza (niem. Oberarzt) i przydzielony do Szpitala Garnizonowego Nr 13 w Terezinie. W następnym roku, po zakończeniu praktyki w szpitalu, został przeniesiony do Galicyjskiego Pułku Piechoty Nr 95 we Lwowie. 1 listopada 1904 został mianowany na stopień lekarza pułkowego 2. klasy (niem. Regimentsarzt 2. Klasse). W tym samym roku został przeniesiony do Galicyjskiego Pułku Ułanów Nr 4 w Żółkwi. W 1909 został przeniesiony do Pułku Armat Polowych Nr 32 we Lwowie. W 1912 został przeniesiony do Galicyjskiego Pułku Piechoty Nr 58 w Stanisławowie i przydzielony do 4. batalionu detaszowanego w Fočy. W szeregach tego batalionu wziął udział w mobilizacji sił zbrojnych Monarchii Austro-Węgierskiej, wprowadzonej latach 1912–1913, w związku z wojną na Bałkanach. 1 listopada 1916 został mianowany na stopień lekarza sztabowego (niem. Stabsarzt). Pułk Piechoty Nr 58 pozostał jego oddziałem macierzystym do 1918.
3 lutego 1919 został przyjęty do Wojska Polskiego z byłej c. i k. Armii z zatwierdzeniem rangi majora-lekarza i przydzielony do Dowództwa Frontu Wołyńskiego. 
Został zweryfikowany w stopniu pułkownika w korpusie oficerów sanitarnych ze starszeństwem z dniem 1 czerwca 1919. Jako oficer w tymczasowym stanie na etacie przejściowym oraz nadetatowy 6 Batalionu Sanitarnego we Lwowie w 1923 był przydzielony do Dowództwa Okręgu Korpusu Nr VI w tym samym mieście i służył w Wydziale Superrewizyjno-Inwalidzkim. W połowie lat 20. był szefem służby sanitarnej w DOK VI. W maju 1927 został przeniesiony do 10 Okręgowego Szefostwa Sanitarnego w Przemyślu na stanowisko szefa. Z dniem 30 września 1927 został przeniesiony w stan spoczynku. 
Zamieszkiwał we Lwowie w tzw. Kolonii Oficerskiej przy ul. Czereśniowej 6. W tym mieście praktykował jako lekarz dentysta, a następnie jako lekarz laryngolog. W 1934 jako emerytowany pułkownik był przydzielony do Kadry Zapasowej 6 Szpitala Okręgowego i pozostawał wówczas w ewidencji Powiatowej Komendy Uzupełnień Lwów Miasto. Prywatnie był kolekcjonerem antyków, a jego zbiory były wystawiane w muzeum we Lwowie.
W 1925 ożenił się z młodszą o niespełna 25 lat, ówczesną studentką Hanną Krassowską (córka inżyniera Józefa Krassowskiego). Mieli synów Mariana (1928–1973) i Władysława (ur. 1930). Podczas II wojny światowej został aresztowany przez sowietów 9 kwietnia 1940 i zesłany w głąb Związku Sowieckiego. Zmarł 20 grudnia 1941 w jednym z sowieckich więzień w Artiomowsku (relacja śmierci pułkownika została opisana w książce Józefa Czapskiego pt. Na nieludzkiej ziemi).
Żona i synowie pułkownika 14 kwietnia 1940 zostali zesłani do łagrów na ziemi kazachskiej, później odzyskali wolność i po wojnie osiedli w Wielkiej Brytanii. Hanna Miłkowska pracowała jako pielęgniarka, w 1946 wyszła ponownie za mąż – za angielskiego oficera, kpt. Anthony'ego Prestona. Władysław Miłkowski ożenił się z córką ppłk. dypl. Czesława Konwerskiego.

## Ordery i odznaczenia
- Krzyż Walecznych (przed 1923)
- Medal Pamiątkowy za Wojnę 1918–1921[3]
- Medal Dziesięciolecia Odzyskanej Niepodległości[3]
- Krzyż Legionowy[3]

- Krzyż Rycerski Orderu Franciszka Józefa z mieczami i dekoracją wojenną (Austro-Węgry)
- Signum Laudis Srebrny Medal Zasługi Wojskowej na wstążce Krzyża Zasługi Wojskowej (Austro-Węgry)
- Signum Laudis Brązowy Medal Zasługi Wojskowej na wstążce Krzyża Zasługi Wojskowej (Austro-Węgry)
- Brązowy Medal Jubileuszowy Pamiątkowy dla Sił Zbrojnych i Żandarmerii (Austro-Węgry)
- Krzyż Jubileuszowy Wojskowy (Austro-Węgry)
- Krzyż Pamiątkowy Mobilizacji 1912–1913 (Austro-Węgry)[11]